# Poliaenus oregonus
Poliaenus oregonus là một loài bọ cánh cứng trong họ Cerambycidae.